# العنصرية في إسرائيل

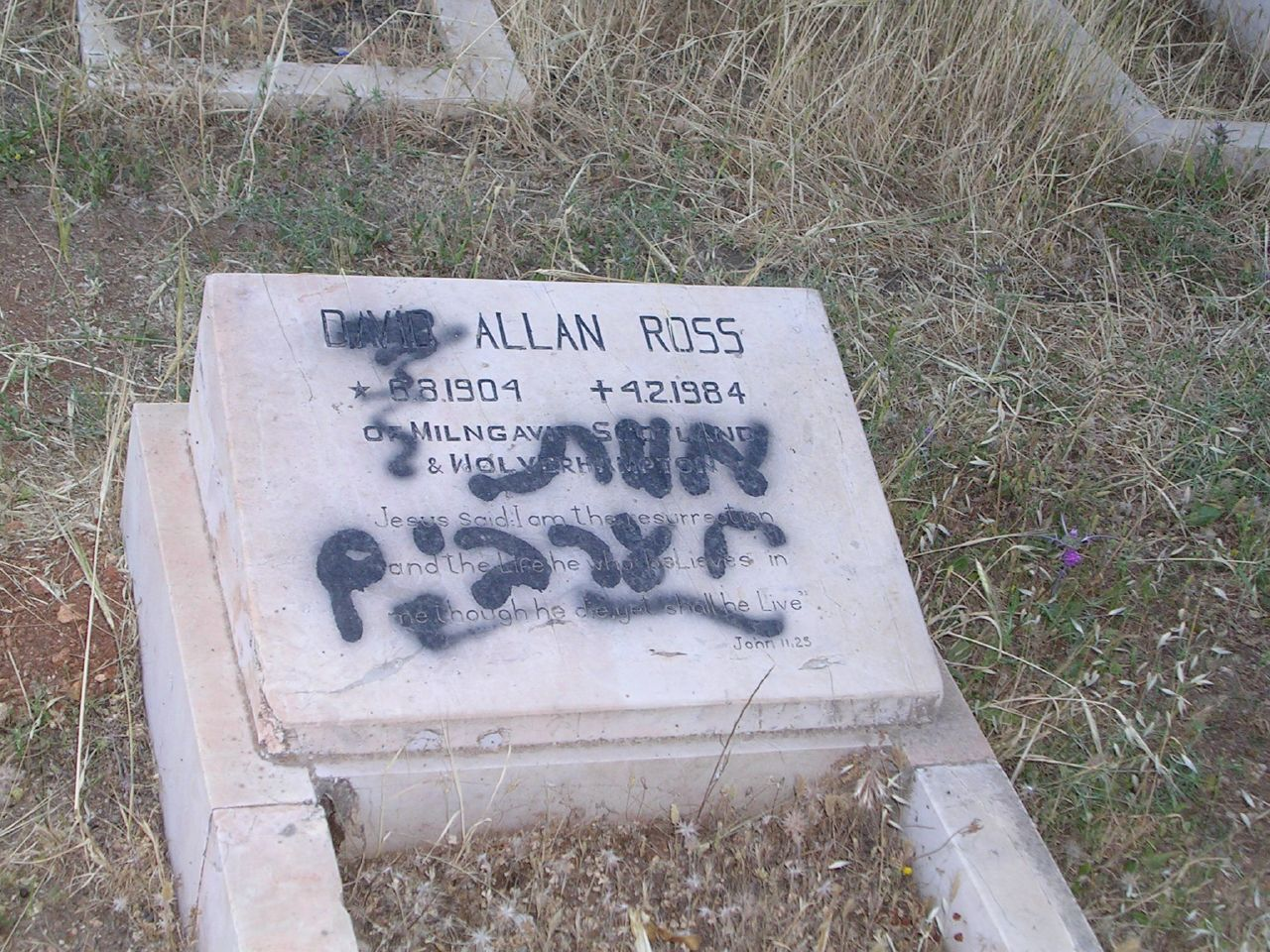
تخريب أحد القبور، بكتابة بالعبرية تقول: "الموت للعرب" (מוות לערבים، mavet laArabim)

تشير العنصرية في إسرائيل إلى جميع أشكال ومظاهر العنصرية التي تشهدها إسرائيل، بغض النظر عن لون أو عقيدة الجاني والضحية أو وضعهم من ناحية الجنسية أو الإقامة أو الزيارة.
غير أن العنصرية في إسرائيل -على وجه التحديد- تشير في السياق الإسرائيلي إلى عنصرية اليهود الإسرائيليين ضد المواطنين العرب في إسرائيل، وعنصرية اليهود إزاء مختلف الطوائف الإثنية اليهودية (لا سيما ضد اليهود الإثيوبيين، والعنصرية التاريخية والحالية ضد اليهود المزراحيين واليهود الملونين)، وعنصرية المواطنين العرب في إسرائيل ضد يهود إسرائيل. 
توجد عنصرية اليهود الإسرائيليين ضد العرب المسلمين في إسرائيل في السياسات المؤسسية، والمواقف الشخصية، ووسائل الإعلام، والتعليم، وحقوق الهجرة، والسكن، والحياة الاجتماعية والسياسات القانونية. وُصف أيضًا بعض السكان من اليهود الإسرائيليين الأشكنازيين بأنهم يتبعون مواقف تمييزية تجاه إخوانهم اليهود من خلفيات أخرى، بما في ذلك تجاه اليهود الإثيوبيين، واليهود الهنود، واليهود المزراحيين، واليهود السفارديين، وما إلى ذلك. على الرغم من أن حالات الزواج بين الأشكنازيين والمزراحيين/ السفارديين شائعة على نحو متزايد في إسرائيل، إلى جانب تحسن التكامل الاجتماعي على نحو متواصل، فإن التفاوتات لا تزال مستمرة. يواجه اليهود الإثيوبيون على وجه الخصوص، التمييز من جانب اليهود غير السود. أشار البعض إلى أن وضع اليهود الإثيوبيين بوصفهم «أصبحوا بيضًا» يشبه وضع بعض المهاجرين الأوروبيين، كالبولنديين والإيطاليين، الذين وصلوا إلى الولايات المتحدة في أواخر القرن التاسع عشر وأوائل القرن العشرين.
لدى إسرائيل قوانين كثيرة لمكافحة التمييز، وتحظر تلك القوانين التمييز من جانب كل من الكيانات الحكومية وغير الحكومية على أساس العرق والدين والمعتقدات السياسية، وتحظر التحريض على العنصرية. بذلت الحكومة الإسرائيلية والعديد من الجماعات داخل إسرائيل جهودًا لمكافحة العنصرية. تُعد إسرائيل دولة طرف في الاتفاقية الدولية للقضاء على جميع أشكال التمييز العنصري، وهي من الموقعين على اتفاقية مكافحة التمييز في مجال التعليم. أعلن رئيس إسرائيل رؤوفين ريفلين أمام اجتماع للأكاديميين في أكتوبر 2014 أن الوقت قد حان أخيرًا لكي تفي إسرائيل بوعدها بوصفها أرض المساواة، وأن الوقت قد حان لعلاج وباء العنصرية. صرح ريفلين «المجتمع الإسرائيلي مريض، ومن واجبنا علاج هذا المرض».

## الجماعات التي تتعرض للعنصرية

### عنصرية اليهود الإسرائيليين ضد المواطنين العرب
قال النقاد بوجود العنصرية ضد العرب من جانب الدولة الإسرائيلية وبعض اليهود الإسرائيليين في مواقفهم الشخصية، ووسائل الإعلام، والتعليم، وحقوق الهجرة، والفصل السكني، والحياة الاجتماعية. أنكرت دولة إسرائيل جميع هذه التوصيفات تقريبًا. وجدت لجنة أور، التي أنشئت لتفسير أحداث أكتوبر 2000 في العديد من المجتمعات العربية الإسرائيلية، ما يلي:
«فشلت الدولة والأجيال المختلفة لحكومتها في معالجة شاملة وعميقة للمشاكل الخطيرة الناجمة عن وجود أقلية عربية كبيرة داخل الدولة اليهودية. كان تعامل الحكومة مع القطاع العربي مهملًا وتمييزيًا في المقام الأول. لم تبد المؤسسة الحكومية الحساسية الكافية لاحتياجات السكان العرب، ولم تتخذ الإجراءات الكافية لتخصيص موارد الدولة على قدم المساواة. لم تبذل ولم تحاول الدولة ما يكفي من الجهد لتحقيق المساواة لمواطنيها العرب أو لاقتلاع جذور ظاهرة التمييز أو الظلم».
وفقًا للتقارير القطرية لوزارة الخارجية الأمريكية لعام 2004 بشأن ممارسات حقوق الإنسان في إسرائيل والأراضي المحتلة، فإن الحكومة الإسرائيلية لم تفعل سوى «القليل للحد من التمييز المؤسسي والقانوني والمجتمعي ضد المواطنين العرب في البلاد». ذكر تقرير وزارة الخارجية الأمريكية لعام 2005 عن إسرائيل ما يلي: «احترمت الحكومة، على نحو عام، حقوق الإنسان لمواطنيها، ومع ذلك، كانت هناك مشاكل في بعض الميادين، بما في ذلك… التمييز المؤسسي والقانوني والمجتمعي ضد المواطنين العرب في البلاد». جاء في التقرير القطري لوزارة الخارجية الأمريكية لعام 2010 أن القانون الإسرائيلي يحظر التمييز على أساس العرق، وأن الحكومة تنفذ هذا الحظر على نحو فعال. انتقد عضو الكنيست السابق في حزب الليكود ووزير الدفاع موشيه آرنز معاملة الأقليات في إسرائيل، قائلًا إنهم لا يتحملون الالتزام الكامل بالجنسية الإسرائيلية، ولا يتمتعون بامتيازات المواطنة كاملة.
تُعد إسرائيل دولة طرف في الاتفاقية الدولية للقضاء على جميع أشكال التمييز العنصري. وفقًا لتقرير لجنة الأمم المتحدة المعني بالقضاء على التمييز العنصري لعام 1998 فإن الاتفاقية «بعيدة كل البعد عن التنفيذ الكامل في إسرائيل والأراضي الفلسطينية المحتلة، وأن هذا النقص يسهم إلى حد كبير في التصعيد الخطير للتوتر في المنطقة». أشار التقرير بشكل إيجابي إلى التدابير التي اتخذتها إسرائيل لحظر أنشطة الأحزاب السياسية العنصرية، وتعديل قانون تكافؤ الفرص في العمل، وحظر التمييز في مجال العمل على أساس الأصل الإثني القومي أو البلد المنشأ أو المعتقدات أو الآراء السياسية أو الأحزاب السياسية أو الانتماء أو السن، والجهود الإسرائيلية الرامية إلى تضييق الفجوة الاقتصادية والتعليمية بين الأغلبية اليهودية والأقلية العربية والقضاء عليها في نهاية المطاف.

## في وسائل الإعلام
انتقد بعض الكتاب، مثل ديفيد هرسي وأيالا إميت، وسائل الإعلام الإسرائيلية لتصويرها العرب على نحو سلبي. وصفت الناشطة الإسرائيلية العربية نبيلة إسبانيولي وسائل الإعلام الإسرائيلية بأنها «عنصرية» في تصويرها للعرب الإسرائيليين والفلسطينيين.

## تملك الأراضي
يُعد الصندوق القومي اليهودي منظمة خاصة أُنشئت في عام 1901 لشراء وتنمية الأراضي في أرض فلسطين من أجل الاستيطان اليهودي، وكانت عمليات شراء الأراضي تُمول بتبرعات من يهود العالم لهذا الغرض حصرًا.
تجلى التمييز فيما يتعلق بملكية وتأجير الأراضي في إسرائيل، لأن ما يقرب من 13% من أراضي إسرائيل، التي يملكها الصندوق القومي اليهودي، تقتصر على ملكية وحيازة اليهوديين، ويُمنع العرب من شراء أو تأجير تلك الأراضي.
في أوائل العقد الأول من القرن الحادي والعشرين، اتُهمت عدة مستوطنات محلية في النقب والجليل بمنع مقدمي الطلبات العرب من الانتقال للعيش فيها. في عام 2010، سنّ الكنيست تشريعًا يسمح للجان القبول بالعمل في المجتمعات المحلية الصغيرة في الجليل والنقب، بينما يُحظر صراحةً اللجان من منع المتقدمين على أساس العرق أو الدين أو الجنس أو الأصل الإثني أو الإعاقة أو الحالة الشخصية أو السن أو الأبوة أو التوجه الجنسي أو البلد المنشأ أو الآراء السياسية أو الانتماء السياسي. غير أن النقاد يقولون إن القانون يعطي لجان القبول، التي يديرها القطاع الخاص، سلطة واسعة على الأراضي العامة، ويعتقد أنه سيزيد من حدة التمييز ضد الأقلية العربية.

## الزواج
يحظر قانون حق المواطنة والدخول إلى إسرائيل الهجرة بلم شمل الأسرة للزيجات المكونة من مواطن إسرائيلي ومقيم فلسطيني في الأراضي التي تحتلها إسرائيل. تقول منظمة العفو الدولية إن هذا يؤثر، في الغالب، على العرب. أدانت منظمة العفو الدولية القانون بوصفه «تمييزًا عنصريًا». تقول الحكومة إن القانون يهدف إلى منع الهجمات الإرهابية. يؤيد بعض قادة حزب كاديما القانون من أجل الحفاظ على الطابع اليهودي للدولة. كتب ميشائيل تشاشن، أحد قضاة المحكمة العليا الذين أيدوا القانون، أنه «في أوقات الحرب يمكن للدولة أن تمنع رعايا العدو من دخول أراضيها حتى وإن كانوا متزوجين من مواطنين تابعين للدولة».

## قوانين وسياسات
- قانون كامينتس
- مخطط برافر
- قانون المواطنة
- قانون الدولة القومية